# Praha-Kačerov
Praha-Kačerov egy csehországi vasútállomás, Prágában.

## Megközelítés helyi közlekedéssel
- Metró:  C
- Busz:  106, 113, 114, 139, 150, 157, 189, 196, 215, 293, 331, 333, 910, 956
- Vonat:   S8   S88

## Vasútvonalak
Az állomást az alábbi vasútvonalak érintik:
- Prága–Vrané nad Vltavou–Čerčany/Dobříš-vasútvonal

## Szomszédos állomások
A vasútállomáshoz az alábbi állomások vannak a legközelebb:
- Praha-Vršovice
- Praha-Krč

## Fordítás
- Ez a szócikk részben vagy egészben  a   Praha-Kačerov (železniční zastávka) című cseh Wikipédia-szócikk fordításán alapul.  Az eredeti cikk szerkesztőit annak laptörténete sorolja fel. Ez a jelzés csupán a megfogalmazás eredetét és a szerzői jogokat jelzi, nem szolgál a cikkben szereplő információk forrásmegjelöléseként.